# Ola Consumer
Ola Consumer (stilisiert als OLΛ), früher bekannt als Ola Cabs, ist ein indisches Ridesharing-Unternehmen, das Dienstleistungen wie Fahrzeugvermietung und Essenslieferung anbietet. Der Sitz des Unternehmens befindet sich in Bengaluru in Karnataka. Im Oktober 2019 wurde Ola mit rund 6,5 Mrd. US-Dollar bewertet und gehörte zu den wertvollsten Start-up-Unternehmen des Landes. Eine Reihe von Risikokapitalgebern, darunter Softbank, halten Anteile an dem Unternehmen. 2019 verfügt das Unternehmen über ein Netzwerk von mehr als 1,5 Millionen Fahrern in 250 Städten.

## Dienste
Das Unternehmen bietet verschiedene Mobilitätsdienstleistungen über günstige Reisen bis hin zu Luxusreisen. Über eine Website oder mobile App können Lebensmittel bestellt und Fahrzeuge gemietet werden. Auch mobile Zahlungen können über die App getätigt und Geld kann in einer Cyberwallet gespeichert werden. Eine ausgegliederte Abteilung des Unternehmens entwickelt Elektrofahrzeuge und dazu gehörige Infrastruktur. Im Mai 2024 migrierte Ola von Microsoft Azure auf seine eigene Cloud-Plattform Krutrim. Im Juli 2024 wechselte Ola von Google Maps zu einem neuen hauseigenen Kartentool, Ola Maps.

## Geschichte
Ola Cabs wurde 2010 von Bhavish Aggarwal und Ankit Bhati gegründet. Im Jahr 2014 begann das Unternehmen Vermietungen von Autorikschas anzubieten. Im März 2015 erwarb Ola Cabs den in Bengaluru ansässigen Taxidienst TaxiForSure für rund 12,37 Mrd. Rupien (160 Mio. US-Dollar). Ab Juni 2015 erhielten Ola-Nutzer über die Ola-Mobilanwendung Zugang zu den Taxis von TaxiForSure. Später im Jahr, im November, erwarb Ola außerdem Geotagg, ein Unternehmen für Reiseplanungsanwendungen, für eine nicht genannte Summe und stellte TaxiForSure ein.
Um über die Taxiaggregation hinaus zu expandieren, erwarb Ola im Dezember 2017 das angeschlagene Foodtech-Unternehmen Foodpanda India mit dem Ziel, das wachsende Segment der Lebensmittellieferungen zu erschließen. Im April 2018 tätigte Ola mit Ridlr (ehemals Traffline), einer Fahrkarten-App für den öffentlichen Nahverkehr, seine zweite Akquisition. Später im August 2018 finanzierte Ola eine Serie-A-Finanzierung des Rollerverleih-Startups Vogo und investierte im Dezember weitere 100 Millionen US-Dollar.
Im Februar 2019 gliederte Ola sein Geschäft mit Elektrofahrzeugen in eine separate Einheit namens Ola Electric Mobility aus und erhielt dafür 56 Millionen US-Dollar an Finanzierungskapital. Die Finanzierung wurde von Tiger Global und Matrix India bereitgestellt. Neben Elektrofahrzeugen arbeitet Ola Electric auch an Ladelösungen, Batterien und der Entwicklung einer praktikablen Infrastruktur, damit kommerzielle batterieelektrische Autos und Roller in großem Maßstab betrieben werden können. Das Unternehmen gab am 6. Mai 2019 bekannt, dass Ratan Tata im Rahmen seiner Serie-A-Finanzierungsrunde einen ungenannten Betrag in Ola Electric investiert hat.
Im Januar 2018 expandierte Ola in seinen ersten Überseemarkt, Australien, und im September 2018 in Neuseeland. Im März 2019 nahm Ola seinen Betrieb in Großbritannien auf und führte dort Autorikschas ein. Mehr als 10.000 Fahrer haben sich vor dem Start in London sowohl online als auch offline beworben. Im Februar 2020 startete Ola seine Taxidienste mit über 25.000 registrierten Fahrern.
Im April 2024 gab Ola bekannt, dass es sich mit nur wenigen Tagen Vorlauf aus allen internationalen Märkten – Großbritannien, Australien und Neuseeland – zurückziehen werde.
Am 18. August 2024 wurde Ola Cabs in Ola Consumer umbenannt.